# 15263 Erwingroten
15263 Erwingroten (1990 TY7) là một tiểu hành tinh vành đai chính được phát hiện ngày 13 tháng 10 năm 1990 bởi L. D. Schmadel và F. Borngen ở Tautenburg.